# Christopher Yelverton
Pour les articles homonymes, voir Yelverton.
Sir Christopher Yelverton, né vers 1537 et mort le 31 octobre 1612, est un juge et homme politique anglais.

## Biographie
Issu d'un milieu relativement modeste, il étudie au Queens' College de l'université de Cambridge et à Gray's Inn, et devient avocat. En 1563 il est élu une première fois député à la Chambre des communes du Parlement d'Angleterre, où il représente la ville de Brackley dans le Northamptonshire. En 1568 il devient juge (recorder) à Northampton. Il est député de cette même ville aux parlements de 1571 et de 1572. Bon orateur, il fait partie d'un bloc actif de députés puritains qui souhaitent une réforme de l'Église d'Angleterre. Il prend par ailleurs la parole pour défendre la liberté d'expression des députés dans l'enceinte de la Chambre. Son style oratoire, très travaillé, marque ses contemporains par la beauté de la langue qu'il emploie, mais est critiqué pour son côté artificiel et excessivement fleuri. Vers 1573 il devient juge de paix pour le Northamptonshire. Il met un temps sa carrière politique de côté, avant de revenir à la Chambre des communes en tant que député du Northamptonshire en 1593. Désormais plus modéré, il est réélu en 1597, représentant cette fois la ville de Northampton, et siège aux côtés de son fils aîné Henry. Ses pairs l'élisent alors président de la Chambre. Juriste expérimenté, il contribue à affiner les procédures du Parlement et, ainsi, « à amener la Chambre des communes vers sa maturité ».
En 1599 il devient juge d'Assizes pour le Yorkshire et juge de paix pour plusieurs comtés du nord de l'Angleterre. En 1602 il est fait juge à la Cour du banc de la Reine. L'année suivante, le nouveau roi Jacques Ier le fait chevalier de l'ordre du Bain. Il meurt en octobre 1612, un an après son épouse, et est inhumé avec elle à l'église du village d'Easton Maudit,.